# Repubblica di Stellaland
La Repubblica di Stellaland (in Afrikaans Republiek Stellaland, ed in seguito all'unione col Goshen Verenigde Staten van Stellaland), fu uno Stato repubblicano esistito nel territorio dell'attuale Repubblica Sudafricana, nato in seguito alle migrazioni verso l'interno dei pionieri voortrekker boeri.
La repubblica, fondata il 26 luglio 1882 con capitale Vryburg, inizialmente composta da un esiguo territorio, in seguito all'unione del 6 agosto 1883 con il Goshen, un'altra effimera repubblica boera, diede vita agli Stati Uniti di Stellaland con una dimensione consistente sebbene non paragonabile al vicino Transvaal.
Invasa dalle truppe britanniche nel dicembre 1884 venne definitivamente abolita nell'agosto 1885 con l'annessione alla colonia britannica del Capo.

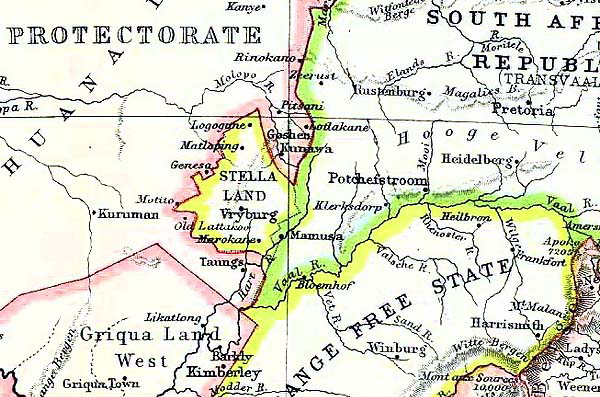
La Stellaland con la sua capitale Vryburg in una mappa dell'epoca; si possono notare le altre due repubbliche boere del Transvaal ad est (verde), e dell'Orange a sud (giallo)

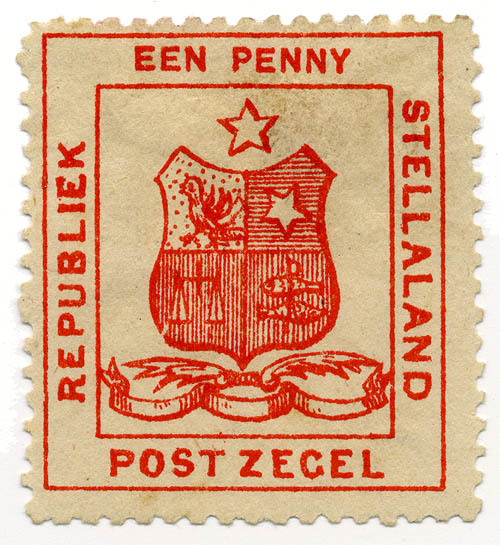
Sigillo postale emesso dalla Repubblica di Stellaland